# 토마스 맥켈리
토머스 맥켈리(Thomas McElwee, 1957년 11월 30일 ~ 1981년 8월 8일)는 아일랜드 공화국군 임시파 요원으로 활동한 아일랜드 공화주의자이다. 북아일랜드 런던데리주 벨라기 출신.
토머스 맥켈리는 사촌 프랜시스 휴즈와 함께 데리남부 독립 공화주의 부대를 구성, 수년 동안 영국 육군 순찰대와 충돌을 일으켰다. 또한 마게라펠트, 캐슬다우슨, 마게라 등 근처 지역에 폭탄 공격도 가했다.
1976년 10월, 맥켈리는 밸리메나 읍에서 폭파를 일으키기로 한 계획에 참여했다. 다른 동료들과 함께 폭탄을 운반하던 맥켈리는 폭탄이 예정 시간보다 일찍 폭발하여 오른쪽 눈을 실명했다. 체포된 이후 폭발물 소지 및 26세의 얼스터 개신교도 이본 던롭의 살인 혐의에 대해 징역 20년을 선고받았다. 던롭은 폭발 당시 가게에 불이 옮겨붙어 안에 갇혀 산 채로 불타 죽었다. 항소심에서 살인 혐의는 과실치사로 감형되었지만 그래도 징역 형기는 그대로 유지되었다.
감옥에서 맥켈리는 모포투쟁에 참여했다. 그리고 단식투쟁에 참여, 단식 62일만인 1981년 8월 8일 굶어 죽었다. 향년 23세.